# Giro di Puglia
Der Giro di Puglia war ein italienisches Etappenrennen im Straßenradsport und wurde 1972 in der Region Apulien erstmals ausgetragen. Nur die erste Austragung war ein Eintagesrennen über 230 km. Alle danach folgenden Austragungen wurden als Etappenrennen ausgeführt. Das Rennen wurde 1998 das letzte Mal ausgetragen. Sieger mit den meisten Gesamtsiegen ist Giuseppe Saronni (3×) und er hält auch den Rekord für die meisten Etappensiege (12×).

## Sieger
| Jahr                       | Sieger                   | Zweiter                  | Dritter                  |
| -------------------------- | ------------------------ | ------------------------ | ------------------------ |
| 1972                       | Franco Bitossi           | Gösta Pettersson         | Tomas Pettersson         |
| 1973                       | Felice Gimondi           | Franco Bitossi           | Michele Dancelli         |
| 1974                       | Fabrizio Fabbri          | Ole Ritter               | Sigfrido Fontanelli      |
| 1975                       | Giovanni Battaglin       | Franco Bitossi           | Tino Conti               |
| 1976                       | Francesco Moser          | Miguel María Lasa        | Gianbattista Baronchelli |
| 1977                       | Pierino Gavazzi          | Marino Basso             | Giuseppe Saronni         |
| 1978                       | Giuseppe Saronni         | Francesco Moser          | Wladimiro Panizza        |
| 1979                       | Roger De Vlaeminck       | Vittorio Algeri          | Silvano Contini          |
| 1980                       | Giuseppe Saronni         | Gianbattista Baronchelli | Knut Knudsen             |
| 1981                       | Gianbattista Baronchelli | Claudio Torelli          | Giovanni Mantovani       |
| 1982                       | Alf Segersäll            | Vittorio Algeri          | Gianbattista Baronchelli |
| 1983                       | Mario Noris              | Gianbattista Baronchelli | Vinko Polončič           |
| 1984                       | Giovanni Mantovani       | Claudio Torelli          | Gianbattista Baronchelli |
| 1985                       | Silvano Contini          | Fabrizio Verza           | Luciano Rabottini        |
| 1986                       | Roberto Pagnin           | Giuseppe Saronni         | Dag Erik Pedersen        |
| 1987                       | Guido Bontempi           | Roberto Visentini        | Ezio Moroni              |
| 1988                       | Giuseppe Saronni         | Franco Chioccioli        | Stephan Joho             |
| 1989                       | Angelo Lecchi            | Emanuele Bombini         | Fabrizio Convalle        |
| 1990                       | Guido Bontempi           | Stefano Colage           | Marco Vitali             |
| 1991                       | Fabiano Fontanelli       | Enrico Zaina             | Marco Lietti             |
| 1992                       | Dominique Arnould        | Gérard Rué               | Christophe Manin         |
| 1993                       | Giuseppe Calcaterra      | Luca Gelfi               | Massimo Ghirotto         |
| 1994–1995 keine Austragung |                          |                          |                          |
| 1996                       | Fabrizio Guidi           | Francesco Casagrande     | Stefano Colage           |
| 1997                       | Silvio Martinello        | Sergio Barbero           | Glenn Magnusson          |
| 1998                       | Glenn Magnusson          | Massimo Donati           | Jaan Kirsipuu            |